# بروم (حضرموت)
بروم (به عربی: بروم) یک منطقهٔ مسکونی در یمن است که در استان حضرموت واقع شده‌است.